# Hits por M+
Hits por M+ é um canal de televisão por assinatura espanhol, de propriedade da Telefónica, cuja programação é centrada na exibição de filmes de grande sucesso de bilheteira.

## História
Após a saída dos canais da AMC Networks da plataforma Movistar Plus+ em 1º de janeiro de 2025, a operadora redesenhou sua oferta de canais próprios para compensar a saída desses canais. Entre as medidas adotadas, planejou-se o lançamento de "Hits por M+" para substituir o canal Canal Hollywood, que até então oferecia conteúdos cinematográficos, ocupando a frequência do canal Series por M+.
O novo canal iniciou suas transmissões em 28 de janeiro de 2025, reforçando a oferta cinematográfica com títulos de grande sucesso.

## Disponibilidade
Hits por M+ está disponível na plataforma de TV por assinatura Movistar Plus+, nos pacotes de Cinema ou Premium, bem como em seu serviço de vídeo sob demanda, onde oferece a transmissão ao vivo (emissão linear).
Fora da Espanha, pode ser sintonizado em Andorra, através da plataforma SomTV da Andorra Telecom, localizada no dial 4.